# Рефлекс (методологія)
Рефлекс — методологія розробки програмного забезпечення, що дозволяє організувати кліент-серверний застосунок таким чином, щоб клієнт мав можливість повноцінно працювати із ним навіть за відсутності зв'язку із сервером.